# Крики, а потом — тишина
«Крики, а потом — тишина» (или Крики перед тишиной; англ. Screams Before Silence) — документальный фильм, снятый Шерил Сэндберг, американской предпринимательницей, ранее работавшей одной из директоров Meta (Facebook). В фильме исследуется сексуальное насилие со стороны террористов во время вторжения ХАМАС в Израиль 7 октября 2023 года, включая события резни на фестивале Нова и похищение израильтян в сектор Газа.
Фильм был бесплатно выпущен на YouTube 26 апреля 2024 года, а 5 мая 2024 года показан в Израиле на различных каналах, включая Хот, YES, Селком и Partner. Сэндберг назвала этот фильм самой важной работой в своей жизни.

## История создания
Производством фильма занималась израильская продюсерская компания Kastina Communications, специализирующаяся на документальном кино.
В ходе работы над фильмом Сэндберг взяла интервью у освобожденных заложников, включая переживших изнасилование во время заточения в Газе, а также у очевидцев резни на музыкальном фестивале в Реиме. Кроме них, Сэндберг поговорила со спасателями, врачами, работниками ЗАКА и судмедэкспертами, стремясь понять, каким образом миру удается не замечать масштабы нападений на женщин, несмотря на очевидные доказательства.